# Daniel Gorenstein

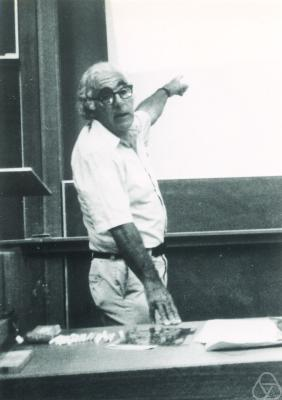
Daniel Gorenstein (Datum der Aufnahme unbekannt)

Daniel E. Gorenstein (* 1. Januar 1923 in Boston; † 26. August 1992 auf Martha’s Vineyard) war ein US-amerikanischer Mathematiker, der eine führende Rolle im Programm der Klassifikation der endlichen einfachen Gruppen hatte, das in den 1980er Jahren einen vorläufigen Abschluss fand. Er beschäftigte sich mit der Theorie endlicher Gruppen und kommutativer Algebra. Nach ihm sind die Gorensteinringe benannt, obwohl er immer behauptete, nicht einmal die Definition zu verstehen.

## Leben
Gorenstein war auf der High School Quarterback im Football. Er studierte in Harvard unter anderem bei Saunders MacLane. 1950 wurde er dort bei Oscar Zariski promoviert. Nach seiner Dissertation ging er 1951 an die Clark University, wo er bis auf eine Gastprofessur 1958/59 an der Cornell University bis 1964 blieb, als er zur Northeastern University in Boston wechselte. 1968/69 war er am Institute for Advanced Study. Ab 1969 war er Professor an der Rutgers University, wo er bis zu seinem Tod blieb. 1975 bis 1981 war er dort Vorsitzender der mathematischen Fakultät. Ab 1989 war er dort Gründer und erster Direktor des National Science Foundation Science Technology Center in diskreter Mathematik und Informatik (DIMACS).
Sein Wechsel von der algebraischen Geometrie zur Gruppentheorie fand (teilweise unter dem Einfluss von Israel Herstein) etwa 1957 statt und seine Beteiligung am Klassifikationsprogramm der endlichen einfachen Gruppen im „Group Theory Year“ 1960/61 an der Universität Chicago, wo John Griggs Thompson und Walter Feit ihren Auflösbarkeitsbeweis für Gruppen ungerader Ordnung entwickelten. Gorenstein war sowohl durch eigene Arbeiten als durch sein organisatorisches Talent und seine energische Persönlichkeit die treibende Kraft hinter dem Klassifikationsprogramm der endlichen einfachen Gruppen, in den 1970er Jahren durch Michael Aschbacher ergänzt. Auf dem Treffen der AMS 1981 verkündete Gorenstein, dass das Klassifikationsprogramm abgeschlossen sei, was sich aber noch im Laufe des Jahrzehnts als verfrüht herausstellte. Gorenstein war auch Initiator des Second Generation Proofs, einer in einer kohärenten Publikationsreihe veröffentlichten möglichst vollständigen Stromlinien-Version des Beweises des Klassifikationssatzes (GLS-Projekt). Er arbeitete daran insbesondere mit Richard Lyons und Ronald Solomon zusammen bis zu seinem Tod an Lungenkrebs in seinem Sommerhaus auf Martha’s Vineyard.  Der Beweis der 2. Generation sollte den ursprünglichen Beweis von rund 15.000 Seiten auf 3000 bis 4000 reduzieren. Der erste Band erschien erst 1994 nach dem Tod von Gorenstein, und 2005 waren mit dem sechsten Band etwa die Hälfte von geplanten 11 Bänden erschienen.
1972/73 war er Guggenheim Fellow und Fulbright Fellow. Seit 1987 war er Mitglied der National Academy of Sciences und seit 1987 der American Academy of Arts and Sciences. 1989 gewann er den Leroy P. Steele Prize für seine Lehrbücher. 1978 hielt er einen Plenarvortrag auf dem ICM in Helsinki (The Classification of Finite Simple Groups) und 1970 war er Invited Speaker auf dem ICM in Nizza (Centralizers of involution in finite simple groups).
Zu seinen Doktoranden zählt Michael O’Nan.

## Schriften
- Finite Groups. Harper and Row, 1968, AMS Chelsea Publishing 2007.
- Finite simple groups: An introduction to their classification. Kluwer/Plenum, New York 1982.
- mit Kōichirō Harada: Finite simple groups whose 2-subgroups are generated by at least 4 elements. Memoirs AMS 1974
- mit Richard Lyons: The local structure of finite groups of characteristic 2 type. 1983
- mit Richard Lyons, Ronald Solomon: The classification of the finite simple groups. AMS, 6 Bände, 1994 bis 2005
- The classification of finite simple groups I. Simple groups and local analysis. In: Bulletin AMS. 1979, Nr. 1.
- The Classification of the finite simple groups. A personal journey: the early years, in: Peter Duren (Hrsg.), A century of mathematics in America, Band 1, American Mathematical Society 1998